# Stazione di Benevento Appia
Stazione di Benevento Appia vasútállomás Olaszországban, Benevento településen.

## Vasútvonalak
Az állomást az alábbi vasútvonalak érintik:
- Benevento–Cancello-vasútvonal

## Kapcsolódó állomások
A vasútállomáshoz az alábbi állomások vannak a legközelebb:
- Stazione di Benevento (Stazione di Benevento)
- Stazione di Benevento Rione Libertà (Stazione di Napoli Centrale)